# Diéma
Diema Cercle är en krets i Mali.   Den ligger i regionen Kayes, i den sydvästra delen av landet, 250 km nordväst om huvudstaden Bamako. Antalet invånare är 212 062. Arean är 12 440 kvadratkilometer.
Terrängen i Diema Cercle är platt.